# Слияние нейтронных звёзд
Слияние нейтронных звёзд — тип столкновения звёзд. Происходит аналогично процессу редкой разновидности сверхновой типа Ia, при которой происходит слияние белых карликов. Когда две нейтронные звезды обращаются друг вокруг друга, они двигаются по спирали вследствие излучения гравитационных волн. Слияние нейтронных звёзд приводит к формированию более массивной нейтронной звезды или чёрной дыры (в зависимости от того, превосходит ли масса результата слияния предел Оппенгеймера — Волкова). Слияние также может создать магнитное поле, в миллиарды раз превосходящее земное, на масштабах порядка нескольких миллисекунд. Вероятно, подобные события создают короткие гамма-всплески. Также слияния могут приводить к появлению килоновых, транзиентных источников почти изотропного излучения вследствие радиоактивного распада тяжёлых ядер.
В октябре 2018 года астрономы сообщили, что всплеск GRB 150101B, обнаруженный в 2015 году, может быть непосредственно связан с явлением GW170817 гравитационных волн, возникших, как полагают, при слиянии нейтронных звёзд. Схожесть между двумя явлениями, проявляющаяся в гамма-, оптическом и радиодиапазонах, а также природа родительской галактики показывают, что оба явления могут быть связаны со слиянием нейтронных звёзд, оба явления могут быть килоновыми, которые могут быть более распространёнными во Вселенной, чем считалось раньше.
Также в октябре 2018 года учёные предложили третий способ определения постоянной Хаббла (два предыдущих метода, основанных на красном смещении и шкале космических расстояний, давали не согласующиеся друг с другом результаты), использующий информацию о гравитационных волнах, в особенности возникающих при слиянии нейтронных звёзд.

## Наблюдавшееся слияние
17 августа 2017 года детекторы LIGO/Virgo обнаружили импульс гравитационной волны, названный GW170817, связываемый со слиянием двух нейтронных звёзд в NGC 4993, эллиптической галактике в созвездии Гидры. GW170817 также кажется связанным с коротким (продолжительностью 2 секунды) гамма-всплеском, GRB 170817A, обнаруженным спустя 1,7 секунды после сигнала гравитационных волн от слияния, и с оптической вспышкой, обнаруженной спустя 11 часов, SSS17a.
Связь GW170817 и GRB 170817A в пространстве и времени является доказательством того, что слияние нейтронных звёзд может создавать короткие гамма-всплески. Последующее обнаружение  SSS17a в области, в которой произошли явления GW170817 и GRB 170817A, а также подтверждение ожидаемых для килоновых характеристик подтвердило возможность возникновения килоновых при слияниях нейтронных звёзд.